# Lasse Wiklöf
Lasse Wiklöf, né le 21 septembre 1944 et décédé le 23 août 2008, était un homme politique ålandais.

## Carrière
- Membre du lagting (parlement d'Åland) de 1975 à 1979
- Membre du lagting du 1er novembre au 31 décembre 1983
- Ministre des finances de 1984 à 1988
- Membre du lagting de 1988 à 1991
- Ministre des finances de 1991 à 1995
- Membre du lagting de 1995 à 2004
- Ministre des finances de 2005 à 2007